# Centrale a fusione
Una centrale a fusione è una centrale elettrica in grado di produrre energia tramite la fusione termonucleare. Diversi tipi di reattore nucleare a fusione sono ancora in fase di studio, ma la tecnologia attualmente più sviluppata è legata alla fusione a confinamento magnetico tokamak. Si prevede, considerando i tempi di costruzione richiesti per il tokamak ITER, che potrebbero entrare in funzione nella seconda metà del XXI secolo. La progettazione del reattore a fusione europeo DEMO è iniziato nel 2014 con la formazione del consorzio EUROfusion.

## La fusione termonucleare
La fusione termonucleare è il fenomeno per cui due atomi leggeri (tipicamente isotopi di idrogeno, Deuterio e trizio) si fondono per formare un atomo più pesante. La differenza con la fissione nucleare, che produce energia nelle attuali centrali elettronucleari, risiede nel fatto che quest'ultima produce energia dalla fissione (rottura) di atomi pesanti (tipicamente di uranio, plutonio o torio) in atomi più leggeri. Uno dei particolari punti di interesse della fusione nei confronti della fissione è dato dal fatto che la fusione non produce scorie radioattive, ma solo atomi di elio ad elevata stabilità nucleare, quindi la radioattività della fusione viene solo dall'utilizzo del trizio (isotopo dell'idrogeno con peso atomico 3) e dall'attivazione dei materiali che circondano il volume in cui viene prodotta energia.
Delle diverse reazioni di fusione possibili, quella più attraente e studiata più estesamente è la reazione DT (deuterio - trizio) che produce un atomo di elio ed un neutrone.

## Il plasma
La probabilità che avvenga la fusione (sezione d'urto della reazione DT) dipende da due fattori: l'energia cinetica dei nuclei atomici e l'energia potenziale del campo elettrico generato dal nucleo (carico positivamente). Infatti, i due nuclei tendono a respingersi per i fenomeni elettrici, quindi, per giungere a contatto, devono avere una velocità relativa tale che l'energia cinetica sia superiore all'energia potenziale del campo elettrico. Per questo motivo i nuclei devono avere energie cinetiche corrispondenti a quelle di temperature di diverse centinaia di migliaia di gradi, quindi assumono lo stato fisico di plasma. Il metodo di confinamento del plasma più promettente per le centrali a fusione di prima generazione è il contenimento magnetico, realizzato tramite struttura di tipo tokamak.

## Le caratteristiche generali delle centrali
Le centrali a fusione hanno un notevole costo di impianto (per ITER i costi previsti sono superiori a 10 miliardi di euro), mentre il costo del combustibile è molto basso, quindi i costi di esercizio sono valutati nettamente inferiori a quelli di costruzione. Considerando che i costi di costruzione non dipendono fortemente dalla taglia, sarebbe opportuno scegliere una produzione di energia quanto più alta possibile. Tuttavia, sulla base di considerazioni di rischio, per limitare le perdite di potenza sulla rete elettrica nel caso di guasto ad una centrale, la taglia che è considerata più adeguata alle esigenze degli utilizzatori è quella di 1 GW di potenza elettrica.

## Componenti della centrale
I principali componenti di una centrale a fusione termonucleare a confinamento magnetico sono:
- il vacuum vessel, in cui è contenuto il plasma in condizioni di vuoto estremamente spinto,
- i magneti destinati a generare il campo magnetico che serve per il confinamento del plasma,
- la prima parete, che arresta i nuclei di elio (particelle alfa) che si formano per la fusione di nuclei di deuterio e di trizio,
- il blanket in cui vengono arrestati i neutroni generati dalla reazione DT, i quali vengono assorbiti da nuclei di litio, che si trasforma in trizio ed elio,
- il divertore, su cui vengono inviati i nuclei pesanti che altrimenti avvelenerebbero il plasma.

La maggior parte di questi componenti nei primi anni del XXI secolo sono ancora in fase di studio e saranno tutti testati nel reattore ITER, in costruzione presso Cadarache (Francia). IN ITER sono presenti tutti i componenti indicati sopra, tranne il blanket che ha solo funzioni di schermatura al vacuum vessel e non di produzione di trizio, comunque è previsto di provare in ITER anche moduli di blanket triziogeni (generatori di trizio).

## Il ciclo del combustibile
Nelle centrali a reazione DT è necessario approvvigionare il trizio per la reazione DT. Infatti il trizio, avendo un periodo di dimezzamento di circa 12 anni, non è reperibile sulla superficie terrestre, quindi è richiesto un blanket triziogeno, in cui si ottenga il trizio dalla reazione tra litio 6 e neutroni, che formano litio 7 che decade in alfa e trizio. Considerando che parte dei neutroni è assorbita dall'ambiente, in particolare dai materiali strutturali, oltre al litio nel blanket deve essere presente anche un moltiplicatore neutronico (berillio o piombo).

## Il ciclo termico
Il litio presente nel blanket, assorbendo i neutroni, che hanno energie cinetiche dell'ordine di 14 MeV, si riscalda, quindi deve essere refrigerato con un fluido, che trasferisce circa il 70% dell'energia di reazione ad un fluido refrigerante. Il restante 30% dell'energia di reazione è dissipato nella prima parete e nel divertore, praticamente in spessori molto ridotti di materiale (per l'acciaio sono circa 25 mm), quindi con potenze per unità di superficie molto elevate.
In genere si studiano cicli ad elio o a metallo liquido, fuori dall'Europa si studiano anche cicli ad acqua.